# Luka Dončić
 Luka Dončić (Ljubljana, 28. veljače 1999.) slovenski je profesionalni košarkaš. Trenutačno nastupa za Los Angeles Lakers.

## Karijera

#### NBA
Dončić je izabran u 1. krugu (3. ukupno) NBA drafta 2018. od strane Atlanta Hawksa, ali je u dogovorenoj zamjeni završio u Dallasu.

### Reprezentativna karijera
Na Europskom prvenstvu 2017. godine u finalu protiv Srbije, Luka osvaja s reprezentacijom Slovenije zlatnu medalju i biva proglašen u najbolju petorku prvenstva.
Luka je bio na koraku nastupa za reprezentaciju Srbije.

## Vanjske poveznice
- Profil na NBA.com (engl.)